# Excelsior!
Excelsior!, estrenada en el Reino Unido como The Prince of Magicians, es un cortometraje de comedia muda francés de 1901, dirigido por Georges Méliès. Recibe la numeración 357–358 en los catálogos de Star Film Company.

## Sinopsis
Un mago saca un pañuelo de la boca de su asistente. Del pañuelo saca un gran acuario y usa los brazos de su asistente como bomba para llenarlo. El mago luego saca pescado de su boca para llenar el tanque.